# Hoogte

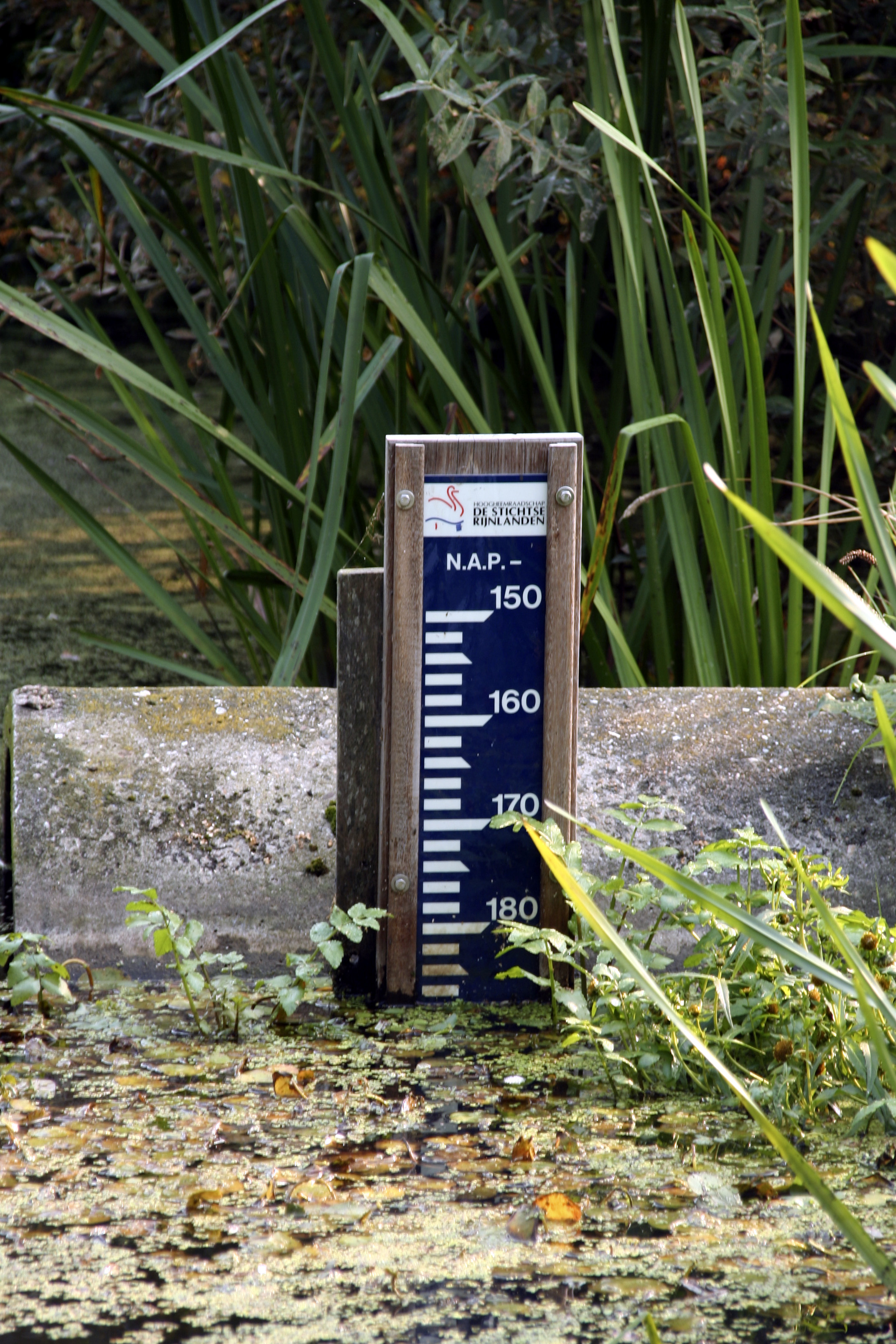
Waterhoogtebepaling in Woerden

Hoogte is de verticale positie ten opzichte van een referentiepunt of horizontaal referentievlak. Een andere betekenis is de verticale afmeting van een object.

## Hoogtebepaling
De hoogte van een voorwerp kan in veel gevallen bepaald worden met een meetlint. De hoogte van een groter object, bijvoorbeeld van een kerktoren, kan bepaald worden met behulp van een driehoeksmeting. De hoogte van de bodem wordt in België uitgedrukt in meters ten opzichte van TAW, in Nederland maakt men gebruik van het NAP.
De hoogte van een voorwerp in de lucht kan (ruwweg) worden berekend uit de bepaling van de atmosferische druk; dit kan worden gemeten door bijvoorbeeld een barometer of een hoogtemeter. Als de hoogte toeneemt, daalt de atmosferische druk. Voor het bepalen van de hoogte moet dan de lokale luchtdruk op zeeniveau bekend zijn en zelfs dan leest men nog altijd geen ware hoogte van het instrument af. Dit komt doordat de hoogtemeter wordt geijkt volgens een bepaalde standaardatmosfeer die in de praktijk zelden van toepassing zal zijn.
Een andere manier om de hoogte, en wel de ware hoogte boven het grondoppervlak te verkrijgen is door middel van een laser of radiogolven. Door de tijd tussen het uitzenden van een puls en de ontvangen reflectie te bepalen kan de afstand die de pulsen hebben afgelegd worden bepaald. Het gebruik van radiogolven wordt onder andere gebruikt in de luchtvaart, het gebruikte instrument heet dan een radiohoogtemeter. Dit soort hoogtemetingen wijken niet af van andere bepalingen van een afstand. Een hieraan verwante methode is meten met behulp van gps, waar vier, in plaats van drie, satellieten gebruikt worden om, behalve de geografische lengte en breedte van een punt, ook de hoogte te bepalen.